# Cozzo

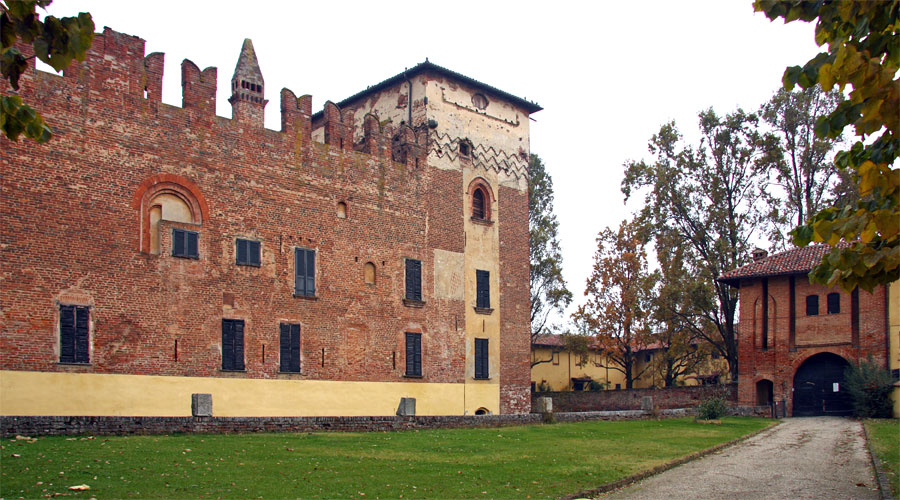
Burg der Familie Gallarati Scotti in Cozzo

Cozzo ist eine Gemeinde (comune) mit 344 Einwohnern (Stand 31. Dezember 2023) in der südwestlichen Lombardei im Norden Italiens in der Provinz Pavia.

## Geografie
Die Gemeinde liegt etwa 42 Kilometer westlich von Pavia in der Lomellina. 

## Geschichte
In der Antike bestand hier der Ort Cuttiae. 
Von 1465 bis 1797 unterstand die Gemeinde, zusammen mit Sant’Angelo Lomellina und ab 1676 auch Candia Lomellina der Grundherrschaft der Adelsfamilie Gallarati Scotti, die das Castello di Cozzo mit zugehörigem Landgut bis heute besitzt. 
1890 wurde der heutige Ortsteil Colpenchio eingemeindet.

## Verkehr
Durch die Gemeinde führt die frühere Strada Statale 596 dir dei Cairoli (heute eine Provinzstraße) von Castello d’Agogna nach Casale Monferrato. Der Bahnhof von Cozzo liegt an der Bahnstrecke Mortara–Asti.